# پی کانتی
پی کانتی (به لاتین: Pi County) یک شهرستان در جمهوری خلق چین است که در چنگدو واقع شده‌است.

## خصوصیات
پی کانتی ۴۳۷٫۵ کیلومترمربع مساحت و ۷۵۶٬۰۴۷ نفر جمعیت دارد.